# Drenovac (gmina Paraćin)
Drenovac (cyr. Дреновац) – wieś w Serbii, w okręgu pomorawskim, w gminie Paraćin. W 2011 roku liczyła 1838 mieszkańców.